# 下園辰哉
下園 辰哉（しもぞの たつや、1984年11月22日 - ）は、宮崎県宮崎郡佐土原町（現・宮崎市）出身の元プロ野球選手（外野手）。愛称は「ゾノ」。
2025年から東北楽天ゴールデンイーグルス打撃コーチを務める。

## 経歴

### プロ入り前
宮崎日本大学高等学校では1年生から外野手の定位置を獲得し、2年生では九州地区の春季大会で優勝を果たす。高校のチームメイトに藤岡好明がいた。
九州国際大学に進学後は1年春からレギュラーとなり、秋は明治神宮大会出場。九州六大学リーグでベストナイン4回、打点王2回、首位打者1回、優秀選手賞1回を獲得したほか、リーグ通算114安打で当時の連盟新記録も樹立した。
2006年の大学生・社会人ドラフトで、横浜ベイスターズから4位指名を受け、入団。背番号は50。

### プロ入り後

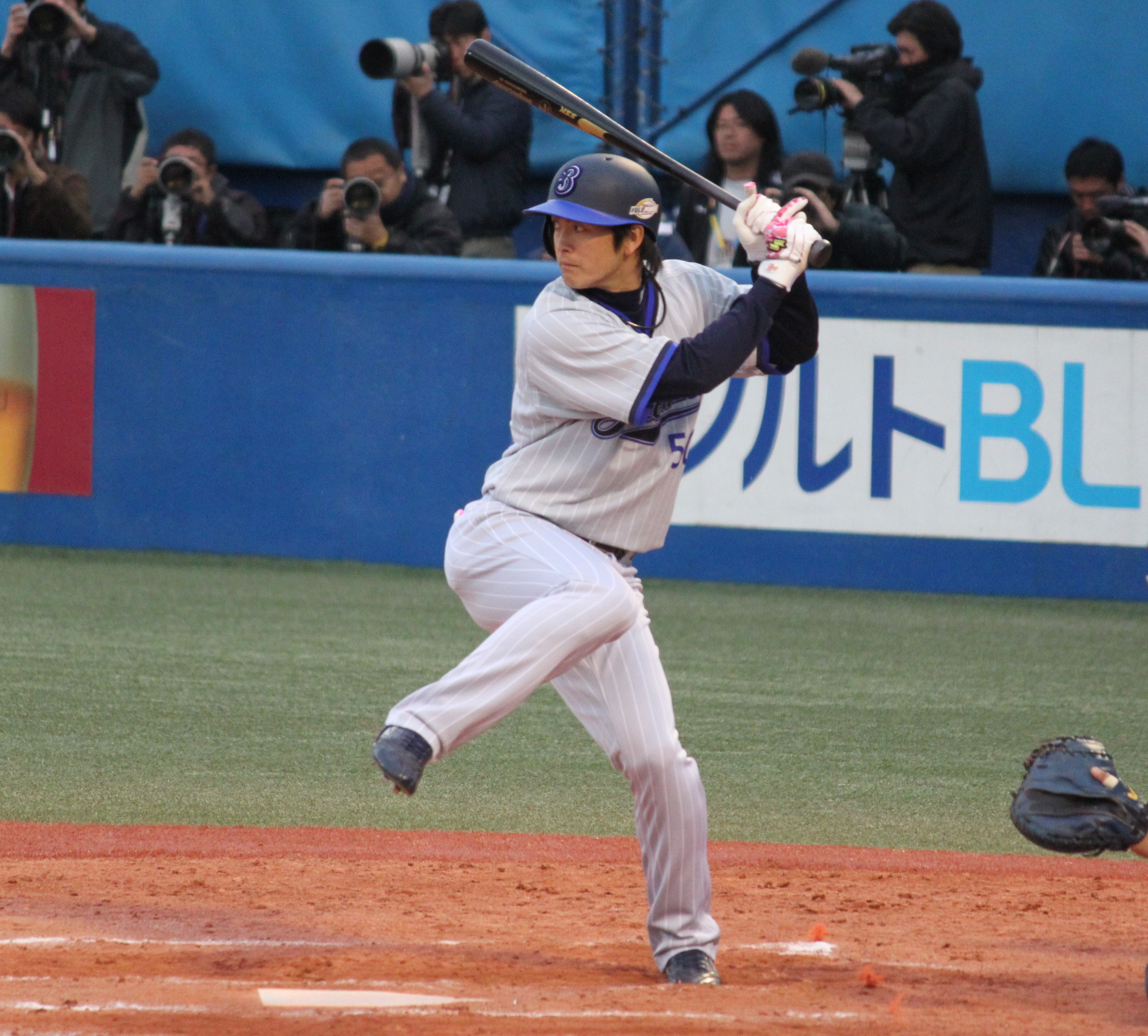
横浜時代
（2010年4月3日 明治神宮野球場）

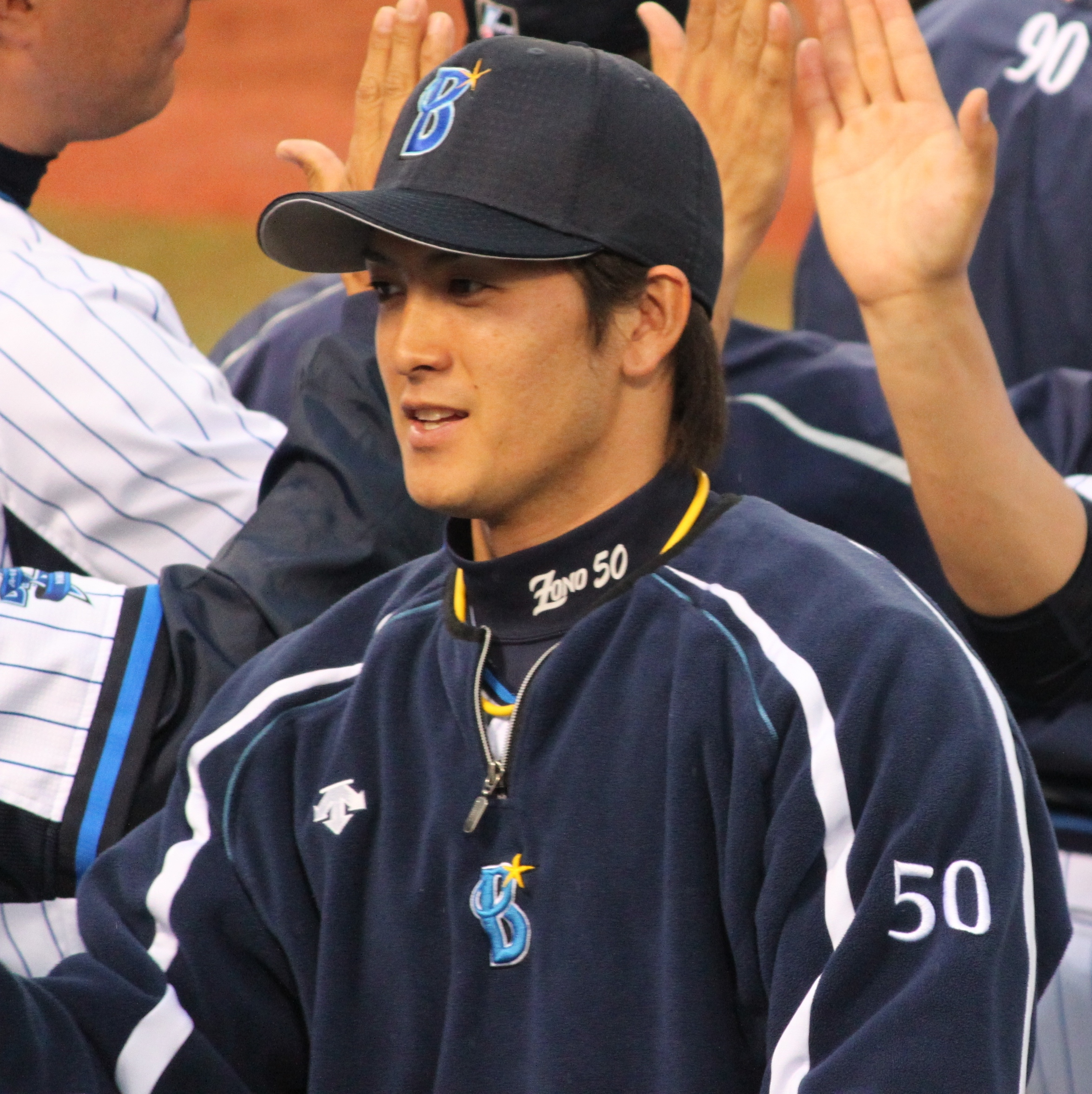
DeNA時代
（2012年5月3日 横浜スタジアム）

2007年は二軍で63試合に出場、打率.269、4本塁打、21打点の成績を残し、6月30日に一軍デビューも果たした。
2008年、主に二軍で外野手のレギュラーとして起用され79試合に出場、打率.270、11本塁打、44打点の成績を残した。
2009年は開幕を二軍で迎えたが、打率・打点・四球数がいずれもイースタン・リーグ1位と好調で、二軍監督の田代富雄から「根性がある。選球眼もいいしね」と評価された。その田代が一軍監督代行に就任した翌日の5月19日に一軍昇格すると、主に1番打者として多くの出場機会を得た。
2010年、初の開幕一軍入りを果たすと、新監督の尾花高夫から「左投手を上手に打つ」と評価を受け、また出塁率を重視する同監督の方針もあって4月下旬からスタメンに定着。打順や守備位置は流動的ながら自身初の規定打席に到達し、打率.286（チーム3位）・出塁率.365（チーム2位）などで自己最高の成績を残した。
2011年は、3月11日のオープン戦の守備で打球を追った際フェンスに激突して右足脛骨を骨折する重傷を負い、シーズン序盤を欠場した。リハビリを経て6月29日に一軍昇格すると、同日の対中日ドラゴンズ戦において代打本塁打を放った。復帰後は上位打順でスタメン起用され、前半の離脱が影響して規定打席には到達しなかったものの、チームトップとなる45四球、出塁率.365を記録した。
2012年は、巨人から移籍してきたアレックス・ラミレスが優先起用されたため、代打での出場試合が過半数を占めた。代打としてはチームトップの65試合に出場。同年のシーズンオフ、同年のシーズン限りで引退した新沼慎二の後任として球団の選手会長に就任。
2013年、春季キャンプ中に左足を故障しオープン戦を全休するなど出遅れ、公式戦でもナイジャー・モーガンの加入や多村仁志の復帰もあり、26試合の出場に留まった。
2014年のシーズン前半戦は梶谷隆幸と筒香嘉智の外野手転向などにより出場機会を減らし、夏場は二軍暮らしが続いた。筒香が故障離脱した8月14日に一軍復帰して以降は代打やスタメンで多く起用され、一定の成績を残した。
2015年、梶谷の故障離脱に伴い5月14日に一軍初昇格。6月23日の読売ジャイアンツ戦（東京ドーム）では戸根千明から連敗を12で止める代打決勝適時打を放ったが、月間打率.118と振るわず7月2日に二軍降格となる。8月18日に再昇格し同月24日には4年ぶりに1番打者で出場し、4打席3打数3安打1四球と活躍した。同年オフに球団選手会長を退任し、山口俊へ引き継いだ。
2016年は左の代打の切り札としての起用が中心となる。4月1日の阪神タイガース戦では1対1で迎えた9回裏二死一・二塁の場面で代打で出場し歳内宏明からプロ10年目で初のサヨナラヒットを放ち、5月12日の中日ドラゴンズ戦では6回裏に若松駿太から左越え同点2点本塁打を代打で放った。5月15日の阪神線では8回裏マルコス・マテオから同点に追い付く適時打を代打で放つなど、シーズンを通して一軍に帯同し7月に復帰した後藤武敏とともにチームを支えた。交流戦では指名打者で出場し.375（16打数6安打）を記録。得点圏打率は.400（30打数12安打）を記録するなど勝負強さを見せた。同年は両リーグ最多の代打起用61回、セ・リーグトップタイの代打打点11を記録した。
2017年は春季キャンプ直前に溶連菌感染症を患って出遅れ、また新人の佐野恵太が代打要員に抜擢されたことで開幕一軍からも外れ、5月23日に一軍初昇格した。その日の中日戦では代打でラウル・バルデスからシーズン初安打を放った。6月1日の北海道日本ハムファイターズ戦（札幌ドーム）では「7番・指名打者」でシーズン初の先発出場を果たしたが、一軍復帰後10打数1安打と奮わず6月5日二軍降格となった。その後は一軍復帰することなく、わずか8試合の出場に終わった。9月下旬、チームメイトの山崎憲晴、高崎健太郎らと共に翌年の戦力構想から外れていることが報じられた。10月5日、球団から戦力外通告が発表され、10月11日、現役引退が発表された。

### 現役引退後
12月に同じく2017年限りで横浜DeNAを戦力外になり引退した小杉陽太と共にトークショーを開催した。
DeNAからは球団職員として球団に残る打診を受けたが、これを断り、12月から馬肉や馬油製品を取り扱う株式会社Diaraに入社した。2018年3月26日に下園がプロデュースし、調理も担当する馬肉料理専門店「桜馬」を横浜市の元町で開店した。2018年9月、横浜元町の馬革専門店「SILOKU」をプロデュースし、店長を務めていた。この2店の責任者を務めていた下園は、元プロ野球選手のセカンドキャリアの大成功例として、『爆報! THE フライデー』（TBSテレビ）でも取り上げられた。
2020年からは、現役時代に在籍した横浜DeNAベイスターズの二軍打撃コーチに就任。背番号は70。下園の球界復帰に伴い、馬肉料理専門店「桜馬」は一度閉店されたのち、「小桜」に店名を改めて再開店。馬革専門店「SILOKU」は2020年11月に拠点を沖縄に移して再始動した。
2024年2月23日から3月8日にかけて、球団の戦略的パートナーシップの一環としてアリゾナ・ダイヤモンドバックスへ一軍投手コーチの小杉陽太らとともに派遣された。10月5日のファーム日本選手権にもベンチ入りし、球団初の二軍日本一に指導者として貢献した。試合後に胴上げされ、翌日に同年限りでのコーチ退任と球団スタッフ転身を打診を受けていることが報道された。しかし10月22日、DeNAから退団することが発表され、同日東北楽天ゴールデンイーグルスの二軍打撃コーチ就任が発表された。背番号は76。なお、これらの発表後に開催されたDeNA日本一優勝パレードには参加した。
2025年6月12日、後藤武敏と入れ替えで一軍打撃コーチへ配置転換された。

## 選手としての特徴・人物
打撃は、ファンから『ゾノアイ』とも称される選球眼の良さが特徴で、出塁率が打率を1割前後上回るシーズンもある。また左打者でありながら、一般的に相性が悪いとされる左投手をあまり苦にせず、変化球への対応力も高い。
守備は中堅手での出場経験もあるが、主に外野の両翼（右翼手、左翼手）で起用された。ただし、代打での出場試合が主となった2012年以降は、守備機会自体が少なくなっている。
選手からの人望が厚い。

## 詳細情報

### 年度別打撃成績
| 年 度      | 球 団      | 試 合 | 打 席 | 打 数 | 得 点 | 安 打 | 二 塁 打 | 三 塁 打 | 本 塁 打 | 塁 打 | 打 点 | 盗 塁 | 盗 塁 死 | 犠 打 | 犠 飛 | 四 球 | 敬 遠 | 死 球 | 三 振 | 併 殺 打 | 打 率 | 出 塁 率 | 長 打 率 | O P S |
| ---------- | ---------- | ----- | ----- | ----- | ----- | ----- | -------- | -------- | -------- | ----- | ----- | ----- | -------- | ----- | ----- | ----- | ----- | ----- | ----- | -------- | ----- | -------- | -------- | ----- |
| 2007       | 横浜 DeNA  | 28    | 32    | 29    | 2     | 6     | 2        | 0        | 0        | 8     | 0     | 0     | 0        | 0     | 0     | 3     | 0     | 0     | 11    | 0        | .207  | .281     | .276     | .557  |
| 2008       | 横浜 DeNA  | 19    | 58    | 53    | 7     | 11    | 1        | 0        | 0        | 12    | 1     | 0     | 0        | 1     | 0     | 4     | 0     | 0     | 15    | 0        | .208  | .263     | .226     | .490  |
| 2009       | 横浜 DeNA  | 81    | 221   | 198   | 29    | 51    | 7        | 0        | 6        | 76    | 11    | 2     | 2        | 1     | 1     | 20    | 0     | 1     | 34    | 2        | .258  | .327     | .384     | .711  |
| 2010       | 横浜 DeNA  | 131   | 461   | 402   | 41    | 115   | 21       | 3        | 3        | 151   | 28    | 1     | 1        | 6     | 2     | 49    | 2     | 2     | 82    | 8        | .286  | .365     | .376     | .741  |
| 2011       | 横浜 DeNA  | 85    | 350   | 298   | 31    | 79    | 10       | 1        | 4        | 103   | 25    | 2     | 2        | 5     | 0     | 45    | 0     | 2     | 54    | 5        | .265  | .365     | .346     | .711  |
| 2012       | 横浜 DeNA  | 90    | 150   | 139   | 10    | 35    | 8        | 1        | 0        | 45    | 14    | 0     | 0        | 1     | 0     | 10    | 1     | 0     | 21    | 6        | .252  | .302     | .324     | .626  |
| 2013       | 横浜 DeNA  | 26    | 45    | 41    | 1     | 6     | 0        | 0        | 0        | 6     | 1     | 0     | 0        | 0     | 0     | 4     | 0     | 0     | 10    | 1        | .146  | .222     | .146     | .369  |
| 2014       | 横浜 DeNA  | 68    | 117   | 101   | 14    | 28    | 4        | 0        | 1        | 35    | 8     | 0     | 0        | 1     | 0     | 14    | 0     | 1     | 18    | 1        | .277  | .371     | .347     | .718  |
| 2015       | 横浜 DeNA  | 53    | 84    | 74    | 8     | 21    | 4        | 0        | 1        | 28    | 8     | 0     | 0        | 2     | 0     | 8     | 0     | 0     | 14    | 2        | .284  | .354     | .378     | .732  |
| 2016       | 横浜 DeNA  | 67    | 85    | 74    | 5     | 20    | 2        | 0        | 1        | 25    | 14    | 0     | 0        | 0     | 1     | 9     | 0     | 1     | 13    | 1        | .270  | .353     | .338     | .691  |
| 2017       | 横浜 DeNA  | 8     | 11    | 10    | 0     | 1     | 0        | 0        | 0        | 1     | 0     | 0     | 0        | 0     | 0     | 1     | 0     | 0     | 2     | 1        | .100  | .182     | .100     | .282  |
| 通算：11年 | 通算：11年 | 656   | 1614  | 1419  | 148   | 373   | 59       | 5        | 16       | 490   | 110   | 5     | 5        | 17    | 4     | 167   | 3     | 7     | 274   | 27       | .263  | .343     | .345     | .688  |

- 横浜（横浜ベイスターズ）は、2012年にDeNA（横浜DeNAベイスターズ）に球団名を変更

### 年度別守備成績
| 年 度      | 球 団      | 外野  | 外野  | 外野  | 外野  | 外野  | 外野     |
| 年 度      | 球 団      | 試 合 | 刺 殺 | 補 殺 | 失 策 | 併 殺 | 守 備 率 |
| ---------- | ---------- | ----- | ----- | ----- | ----- | ----- | -------- |
| 2007       | 横浜 DeNA  | 9     | 2     | 0     | 1     | 0     | .667     |
| 2008       | 横浜 DeNA  | 18    | 33    | 1     | 0     | 0     | 1.000    |
| 2009       | 横浜 DeNA  | 53    | 69    | 2     | 2     | 0     | .973     |
| 2010       | 横浜 DeNA  | 115   | 195   | 5     | 4     | 1     | .980     |
| 2011       | 横浜 DeNA  | 82    | 147   | 2     | 0     | 0     | 1.000    |
| 2012       | 横浜 DeNA  | 28    | 35    | 1     | 2     | 0     | .947     |
| 2013       | 横浜 DeNA  | 7     | 9     | 1     | 0     | 0     | 1.000    |
| 2014       | 横浜 DeNA  | 23    | 32    | 0     | 2     | 0     | .941     |
| 2015       | 横浜 DeNA  | 15    | 13    | 1     | 3     | 1     | .824     |
| 2016       | 横浜 DeNA  | 4     | 4     | 0     | 0     | 0     | 1.000    |
| 通算：10年 | 通算：10年 | 354   | 539   | 13    | 14    | 2     | .975     |

### 記録
初記録
- 初出場：2007年6月30日、対阪神タイガース9回戦（横浜スタジアム）、9回表に左翼手で出場
- 初打席：同上、9回裏に渡辺亮の前に空振り三振
- 初安打：2007年7月17日、対広島東洋カープ13回戦（横浜スタジアム）、9回裏に上野弘文から右中間二塁打
- 初先発出場：2007年8月19日、対中日ドラゴンズ18回戦（ナゴヤドーム）、「7番・左翼手」で先発出場
- 初打点：2008年10月4日、対広島東洋カープ22回戦（横浜スタジアム）、4回裏にコルビー・ルイスから中越適時二塁打
- 初本塁打：2009年5月22日、対埼玉西武ライオンズ1回戦（西武ドーム）、1回表に涌井秀章から右越先制ソロ
- 初盗塁：2009年7月18日、対中日ドラゴンズ11回戦（横浜スタジアム）、4回裏に二盗（投手：吉見一起、捕手：谷繁元信）

### 背番号
- 50（2007年[5] - 2017年）
- 70（2020年[18] - 2024年）
- 76（2025年[2] - ）